# فرانکو گاروفالو
فرانکو گاروفالو (ایتالیایی: Franco Garofalo؛ ‏ ۱۸ آوریل ۱۹۴۶ – ۲۲ اوت ۲۰۱۹) بازیگر اهل ایتالیا بود.
از فیلم‌ها یا برنامه‌های تلویزیونی که وی در آن نقش داشته است، می‌توان به هرکول، قتل در گورستان اتروسک، اینگرید فاحشه خیابانی، کانتربری ممنوعه، آرنا و قهرمانان در جهنم اشاره کرد.